# Marquesat de Griñón
El marquesat de Griñón és un títol nobiliari espanyol creat el 25 de febrer de 1862 per la reina Isabel II a favor de Maria Cristina Fernández de Còrdova i Álvarez de les Astúries-Bohorques, comtessa consort de Villariezo, filla de Joaquín Fernández de Còrdova i Pacheco, VI duc d'Arión, i de la seva esposa María de l'Encarnació Álvarez de les Asturias-Bohorques i Chacón.
La denominació d'aquest títol fa referència a la localitat de Griñón, província de Madrid.

## Marquesos de Griñón
|                       | Titular                                                                 | Període               |
| Creació per Isabel II | Creació per Isabel II                                                   | Creació per Isabel II |
| --------------------- | ----------------------------------------------------------------------- | --------------------- |
| I                     | María Cristina Fernández de Còrdova i Álvarez de les Astúries-Bohorques | 1862-1917             |
| II                    | Joaquín Fernando Fernández de Còrdova i Osma                            | 1917-1920             |
| III                   | Gonzalo Joaquín Fernández de Còrdova i Mariátegui                       | 1920-1934             |
| IV                    | Joaquín Fernando Fernández de Còrdova i Osma                            | 1951-1955             |
| V                     | Carlos Falcó y Fernández de Córdoba                                     | 1955-2020             |
| VI                    | Tamara Isabel Falcó Preysler                                            | 2020-actual titular   |